# Ners
Ners – miejscowość i gmina we Francji, w regionie Oksytania, w departamencie Gard.
Według danych na rok 1990 gminę zamieszkiwały 544 osoby, a gęstość zaludnienia wynosiła 110 osób/km² (wśród 1545 gmin Langwedocji-Roussillon Ners plasuje się na 496. miejscu pod względem liczby ludności, natomiast pod względem powierzchni na miejscu 1014.).